# Stråketjärnen
Stråketjärnen är en sjö i Varbergs kommun i Västergötland och ingår i Ätrans huvudavrinningsområde.